# Списак добитника Нобелове награде за економију
Нобелову награду за економију, званично Награду Шведске банке за економске науке у знак сећања на Алфреда Нобела (швед. Sveriges riksbanks pris i ekonomisk vetenskap till Alfred Nobels minne), основала је Шведска народна банка, а додељује је Шведска краљевска академија наука. Награда је први пут додељена 1969. године Рагнару Фришу и Јану Тинбергену. Сваки добитник прима медаљу, диплому и новчану награду која се мења током година.
До сада је награда додељена 56 пута, а примило ју је 96 особа. Од њих су 90 били мушкарци. Прва жена која је добила награду била је Елинор Остром 2009. године. Након ње су у томе успеле Естер Дуфло 2019. године и Клаудија Голдин 2023. године. Дуфло је, са 46 година, уједно и најмлађа добитница награде, а Леонид Хурвич је, са 90 година, најстарији добитник. Са 33 лауреата, Универзитет у Чикагу је институција са највише предавача који су били добитници Нобелове награде за економију.

## Нобеловци
| Година | Слика             | Добитник            | Држава                                           | Разлог | Реф.   |
| ------ | ----------------- | ------------------- | ------------------------------------------------ | --- | ------ |
| 1969.  |                   | Рагнар Фриш         | Норвешка                                         | „за развој и примену динамичких модела за анализу економских процеса”                                                                                               | [ 2 ]  |
| 1969.  |                   | Јан Тинберген       | Холандија                                        | „за развој и примену динамичких модела за анализу економских процеса”                                                                                               | [ 2 ]  |
| 1970.  |                   | Пол Самјуелсон      | Сједињене Америчке Државе                        | „за развој статичке и динамичке економске теорије и за активни допринос у подизању нивоа анализе у економији”                                                       | [ 9 ]  |
| 1971.  |                   | Сајмон Кузнец       | Сједињене Америчке Државе                        | „за емпиријски засновану интерпретацију економског раста, која је довела до детаљнијег увида у економску и социјалну структуру и развој”                            | [ 10 ] |
| 1972.  |                   | Џон Хикс            | Уједињено Краљевство                             | „за пионирски допринос теорији опште економске равнотеже и теорији благостања”                                                                                      | [ 11 ] |
| 1972.  |                   | Кенет Ароу          | Сједињене Америчке Државе                        | „за пионирски допринос теорији опште економске равнотеже и теорији благостања”                                                                                      | [ 11 ] |
| 1973.  |                   | Василиј Леонтијев   | Совјетски Савез · Сједињене Америчке Државе      | „за развој улазно-излазних метода и за његову примену на значајне економске проблеме”                                                                               | [ 12 ] |
| 1974.  |                   | Гунар Мирдал        | Шведска                                          | „за пионирски рад у теорији новца и економских флуктуација и за анализу међузависности економских, друштвених и институционалних феномена”                          | [ 13 ] |
| 1974.  |                   | Фридрих Хајек       | Аустрија · Уједињено Краљевство                  | „за пионирски рад у теорији новца и економских флуктуација и за анализу међузависности економских, друштвених и институционалних феномена”                          | [ 13 ] |
| 1975.  |                   | Леонид Канторович   | Совјетски Савез                                  | „за допринос теорији оптималне алокације ресурса” | [ 14 ] |
| 1975.  |                   | Тјалинг Копманс     | Холандија · Сједињене Америчке Државе            | „за допринос теорији оптималне алокације ресурса” | [ 14 ] |
| 1976.  |                   | Милтон Фридман      | Сједињене Америчке Државе                        | „за проучавање анализе потрошње, монетарне историје и теорије и за демонстрацију сложености стабилизационе политике”                                                | [ 15 ] |
| 1977.  |                   | Бертил Олин         | Шведска                                          | „за велики допринос теорији спољне трговине и међународних токова капитала”                                                                                         | [ 16 ] |
| 1977.  |                   | Џејмс Мид           | Уједињено Краљевство                             | „за велики допринос теорији спољне трговине и међународних токова капитала”                                                                                         | [ 16 ] |
| 1978.  |                   | Херберт Сајмон      | Сједињене Америчке Државе                        | „за пионирско истраживање поступака доношења одлука у економским организацијама”                                                                                    | [ 17 ] |
| 1979.  |                   | Теодор Шулц         | Сједињене Америчке Државе                        | „за пионирско истраживање економског развоја са посебним нагласком на решавање проблема земаља у развоју”                                                           | [ 18 ] |
| 1979.  |                   | Артур Луис          | Света Луција · Уједињено Краљевство              | „за пионирско истраживање економског развоја са посебним нагласком на решавање проблема земаља у развоју”                                                           | [ 18 ] |
| 1980.  |                   | Лоренс Клајн        | Сједињене Америчке Државе                        | „за стварање економетријских модела и њихову примену у анализи економских флуктуација и економских политика”                                                        | [ 19 ] |
| 1981.  |                   | Џејмс Тобин         | Сједињене Америчке Државе                        | „за анализу финансијских тржишта и њихових веза са одлукама о трошковима, запосленошћу, производњом и ценама”                                                       | [ 20 ] |
| 1982.  |                   | Џорџ Стиглер        | Сједињене Америчке Државе                        | „за значајне студије о индустријским структурама, функционисању тржишта и узроцима и ефектима државне регулације”                                                   | [ 21 ] |
| 1983.  |                   | Жерар Дебре         | Француска                                        | „за укључивање нових аналитичких метода у економску теорију и за темељну реформулацију теорије опште равнотеже”                                                     | [ 22 ] |
| 1984.  |                   | Ричард Стоун        | Уједињено Краљевство                             | „за фундаменталне доприносе развоју система националних рачуна чиме су побољшане основе емпиријске економске анализе”                                               | [ 23 ] |
| 1985.  |                   | Франко Модиљани     | Италија                                          | „за пионирску анализу штедње и финансијских тржишта” | [ 24 ] |
| 1986.  |                   | Џејмс М. Бјукенан   | Сједињене Америчке Државе                        | „за развој уговорне и конституционалне основе у теорији доношења економских и политичких одлука”                                                                    | [ 25 ] |
| 1987.  |                   | Роберт Солоу        | Сједињене Америчке Државе                        | „за допринос теорији економског раста” | [ 26 ] |
| 1988.  |                   | Морис Але           | Француска                                        | „за пионирски допринос теорији тржишта и ефикасног коришћења ресурса”                                                                                               | [ 27 ] |
| 1989.  |                   | Тригве Хавелмо      | Норвешка                                         | „за разјашњење теорије вероватноће као основе економетрије и за анализу симултаних економских структура”                                                            | [ 28 ] |
| 1990.  |                   | Хари Марковиц       | Сједињене Америчке Државе                        | „за пионирски рад у теорији финансијске економије” | [ 29 ] |
| 1990.  | Мертон Милер      |                     | Сједињене Америчке Државе                        | „за пионирски рад у теорији финансијске економије” | [ 29 ] |
| 1990.  | Вилијам Шарп      |                     | Сједињене Америчке Државе                        | „за пионирски рад у теорији финансијске економије” | [ 29 ] |
| 1991.  |                   | Роналд Коуз         | Уједињено Краљевство                             | „за откриће и разјашњење значења трансакционих трошкова и власничких права за институционалне структуре и функционисање економије”                                  | [ 30 ] |
| 1992.  |                   | Гари Бекер          | Сједињене Америчке Државе                        | „за проширење домена микроекономске анализе на широки спектар људских понашања и интеракција, укључујући и понашања невезана за тржиште”                            | [ 31 ] |
| 1993.  |                   | Роберт Фогел        | Сједињене Америчке Државе                        | „за обнављање истраживања економске историје применом економске теорије и квантитативних метода ради објашњења економских и институционалних промена”               | [ 32 ] |
| 1993.  | Даглас Норт       |                     | Сједињене Америчке Државе                        | „за обнављање истраживања економске историје применом економске теорије и квантитативних метода ради објашњења економских и институционалних промена”               | [ 32 ] |
| 1994.  |                   | Џон Харшани         | Мађарска · Сједињене Америчке Државе             | „за пионирску анализу равнотеже у теорији некооперативних игара” | [ 33 ] |
| 1994.  |                   | Џон Неш             | Сједињене Америчке Државе                        | „за пионирску анализу равнотеже у теорији некооперативних игара” | [ 33 ] |
| 1994.  |                   | Рајнхард Зелтен     | Немачка                                          | „за пионирску анализу равнотеже у теорији некооперативних игара” | [ 33 ] |
| 1995.  |                   | Роберт Лукас        | Сједињене Америчке Државе                        | „за развој и примену хипотезе о рационалним очекивањима, што је трансформисало макроекономску анализу и продубило наше разумевање економске политике”               | [ 34 ] |
| 1996.  |                   | Џејмс Мерлиз        | Уједињено Краљевство                             | „за фундаменталне доприносе економској теорији подстицаја у условима асиметричних информација”                                                                      | [ 35 ] |
| 1996.  |                   | Вилијам Викри       | Канада · Сједињене Америчке Државе               | „за фундаменталне доприносе економској теорији подстицаја у условима асиметричних информација”                                                                      | [ 35 ] |
| 1997.  |                   | Роберт Мертон       | Сједињене Америчке Државе                        | „за нови метод одређивања вредности деривата” | [ 36 ] |
| 1997.  |                   | Мајрон Шоулс        | Канада · Сједињене Америчке Државе               | „за нови метод одређивања вредности деривата” | [ 36 ] |
| 1998.  |                   | Амартија Сен        | Индија                                           | „за допринос економици благостања” | [ 37 ] |
| 1999.  |                   | Роберт Мандел       | Канада                                           | „за анализу монетарне и фискалне политике у условима различитих режима девизног курса и анализу оптималних валутних подручја”                                       | [ 38 ] |
| 2000.  |                   | Џејмс Хекман        | Сједињене Америчке Државе                        | „за развој теорије и метода анализе селективних узорака” | [ 39 ] |
| 2000.  |                   | Данијел Макфаден    | Сједињене Америчке Државе                        | „за развој теорије и метода анализе дискретног избора” | [ 39 ] |
| 2001.  |                   | Џорџ Акерлоф        | Сједињене Америчке Државе                        | „за анализу тржишта са асиметријом информација” | [ 40 ] |
| 2001.  | Мајкл Спенс       |                     | Сједињене Америчке Државе                        | „за анализу тржишта са асиметријом информација” | [ 40 ] |
| 2001.  | Џозеф Стиглиц     |                     | Сједињене Америчке Државе                        | „за анализу тржишта са асиметријом информација” | [ 40 ] |
| 2002.  |                   | Данијел Канеман     | Израел · Сједињене Америчке Државе               | „за интегрисање увида из психолошких истраживања у економску науку, нарочито оних који се односе на човеково просуђивање и доношење одлука у условима неизвесности” | [ 41 ] |
| 2002.  |                   | Вернон Смит         | Сједињене Америчке Државе                        | „за лабораторијске експерименте као оруђа у емпиријској економској анализи, нарочито у студијама алтернативних тржишних механизама”                                 | [ 41 ] |
| 2003.  |                   | Роберт Ингл         | Сједињене Америчке Државе                        | „за методе анализе економских временских серија са варијабилношћу времена”                                                                                          | [ 42 ] |
| 2003.  |                   | Клајв Грејнџер      | Уједињено Краљевство                             | „за методе анализе економских временских серија са заједничким трендовима”                                                                                          | [ 42 ] |
| 2004.  |                   | Фин Кидланд         | Норвешка                                         | „за доприносе динамичној макроекономији: временска конзистентност економске политике и покретачке снаге иза привредних циклуса”                                     | [ 43 ] |
| 2004.  |                   | Едвард Прескот      | Сједињене Америчке Државе                        | „за доприносе динамичној макроекономији: временска конзистентност економске политике и покретачке снаге иза привредних циклуса”                                     | [ 43 ] |
| 2005.  |                   | Роберт Ауман        | Сједињене Америчке Државе · Израел               | „за боље разумевање сукоба и сарадње кроз анализу теорије игара” | [ 44 ] |
| 2005.  |                   | Томас Шелинг        | Сједињене Америчке Државе                        | „за боље разумевање сукоба и сарадње кроз анализу теорије игара” | [ 44 ] |
| 2006.  |                   | Едмунд Фелпс        | Сједињене Америчке Државе                        | „за анализу међувременских компромиса у макроекономској политици”                                                                                                   | [ 45 ] |
| 2007.  |                   | Леонид Хурвич       | Пољска · Сједињене Америчке Државе               | „за постављање темеља теорије конструктивног механизма” | [ 46 ] |
| 2007.  |                   | Ерик Маскин         | Сједињене Америчке Државе                        | „за постављање темеља теорије конструктивног механизма” | [ 46 ] |
| 2007.  | Роџер Мајерсон    |                     | Сједињене Америчке Државе                        | „за постављање темеља теорије конструктивног механизма” | [ 46 ] |
| 2008.  |                   | Пол Кругман         | Сједињене Америчке Државе                        | „за анализу трговинских образаца и локације економске активности”                                                                                                   | [ 47 ] |
| 2009.  |                   | Елинор Остром       | Сједињене Америчке Државе                        | „за анализу економског управљања, нарочито заједничких добара” | [ 48 ] |
| 2009.  |                   | Оливер Вилијамсон   | Сједињене Америчке Државе                        | „за анализу економског управљања, нарочито границе чврстине” | [ 48 ] |
| 2010.  |                   | Питер Дајмонд       | Сједињене Америчке Државе                        | „за анализу тржишта са тражењем неслагања” | [ 49 ] |
| 2010.  | Дејл Мортенсен    |                     | Сједињене Америчке Државе                        | „за анализу тржишта са тражењем неслагања” | [ 49 ] |
| 2010.  |                   | Кристофер Писаридес | Кипар · Уједињено Краљевство                     | „за анализу тржишта са тражењем неслагања” | [ 49 ] |
| 2011.  |                   | Томас Сарџент       | Сједињене Америчке Државе                        | „за емпиријско истраживање узрока и последица у макроекономији” | [ 50 ] |
| 2011.  | Кристофер Симс    |                     | Сједињене Америчке Државе                        | „за емпиријско истраживање узрока и последица у макроекономији” | [ 50 ] |
| 2012.  |                   | Алвин Рот           | Сједињене Америчке Државе                        | „за теорију стабилних расподела и праксу тржишног дизајна” | [ 51 ] |
| 2012.  | Лојд Шепли        |                     | Сједињене Америчке Државе                        | „за теорију стабилних расподела и праксу тржишног дизајна” | [ 51 ] |
| 2013.  |                   | Јуџин Фама          | Сједињене Америчке Државе                        | „за емпиријску анализу цена актива” | [ 52 ] |
| 2013.  | Ларс Питер Хансен |                     | Сједињене Америчке Државе                        | „за емпиријску анализу цена актива” | [ 52 ] |
| 2013.  | Роберт Шилер      |                     | Сједињене Америчке Државе                        | „за емпиријску анализу цена актива” | [ 52 ] |
| 2014.  |                   | Жан Тирол           | Француска                                        | „за анализу тржишне моћи и регулације” | [ 53 ] |
| 2015.  |                   | Ангус Дитон         | Уједињено Краљевство · Сједињене Америчке Државе | „за анализу потрошње, сиромаштва и благостања” | [ 54 ] |
| 2016.  |                   | Оливер Харт         | Уједињено Краљевство · Сједињене Америчке Државе | „за допринос у области теорије уговора” | [ 55 ] |
| 2016.  |                   | Бенгт Холмстрем     | Финска                                           | „за допринос у области теорије уговора” | [ 55 ] |
| 2017.  |                   | Ричард Талер        | Сједињене Америчке Државе                        | „за допринос у области бихејвиоралне економије” | [ 56 ] |
| 2018.  |                   | Вилијам Нордхаус    | Сједињене Америчке Државе                        | „за интегрисање климатских промена у макроекономску анализу на дуге стазе”                                                                                          | [ 57 ] |
| 2018.  |                   | Пол Ромер           | Сједињене Америчке Државе                        | „за интегрисање технолошких иновација у макроекономску анализу на дуге стазе”                                                                                       | [ 57 ] |
| 2019.  |                   | Абиџит Банерџи      | Индија · Сједињене Америчке Државе               | „за експериментални приступ ублажавању глобалног сиромаштва” | [ 58 ] |
| 2019.  |                   | Естер Дуфло         | Француска · Сједињене Америчке Државе            | „за експериментални приступ ублажавању глобалног сиромаштва” | [ 58 ] |
| 2019.  |                   | Мајкл Кремер        | Сједињене Америчке Државе                        | „за експериментални приступ ублажавању глобалног сиромаштва” | [ 58 ] |
| 2020.  |                   | Пол Милгром         | Сједињене Америчке Државе                        | „за побољшања теорије аукција и проналаске нових формата аукција”                                                                                                   | [ 59 ] |
| 2020.  | Роберт Б. Вилсон  |                     | Сједињене Америчке Државе                        | „за побољшања теорије аукција и проналаске нових формата аукција”                                                                                                   | [ 59 ] |
| 2021.  |                   | Дејвид Кард         | Канада · Сједињене Америчке Државе               | „за емпиријски допринос економији рада” | [ 60 ] |
| 2021.  |                   | Џошуа Ангрист       | Израел · Сједињене Америчке Државе               | „за методолошки допринос анализи узрочно-последичних веза” | [ 60 ] |
| 2021.  |                   | Гвидо Имбенс        | Холандија · Сједињене Америчке Државе            | „за методолошки допринос анализи узрочно-последичних веза” | [ 60 ] |
| 2022.  |                   | Бен Бернанке        | Сједињене Америчке Државе                        | „за истраживање банака и финансијских криза” | [ 61 ] |
| 2022.  | Даглас Дајмонд    |                     | Сједињене Америчке Државе                        | „за истраживање банака и финансијских криза” | [ 61 ] |
| 2022.  | Филип Дибвиг      |                     | Сједињене Америчке Државе                        | „за истраживање банака и финансијских криза” | [ 61 ] |
| 2023   |                   | Клаудија Голдин     | Сједињене Америчке Државе                        | „за унапређење разумевања исхода на тржишту рада жена” | [ 62 ] |
| 2024.  |                   | Дарон Аџемоглу      | Турска · Сједињене Америчке Државе               | „за студије о томе како се институције формирају и како утичу на просперитет”                                                                                       | [ 63 ] |
| 2024.  |                   | Сајмон Џонсон       | Уједињено Краљевство · Сједињене Америчке Државе | „за студије о томе како се институције формирају и како утичу на просперитет”                                                                                       | [ 63 ] |
| 2024.  |                   | Џејмс А. Робинсон   | Уједињено Краљевство                             | „за студије о томе како се институције формирају и како утичу на просперитет”                                                                                       | [ 63 ] |